# 2024년 헤즈볼라 본부 공습

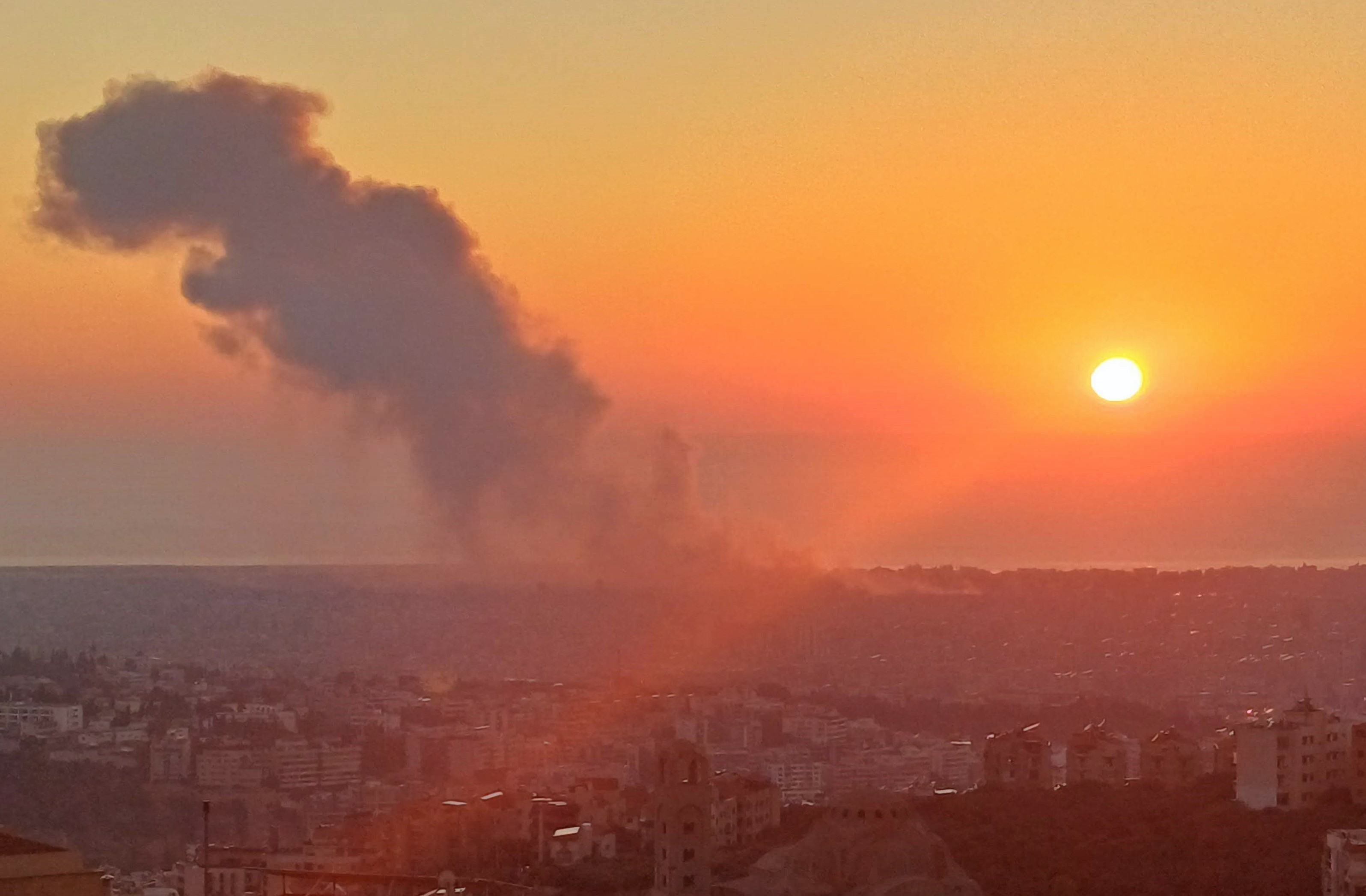
공습 후 베이루트 교외에서 피어오르는 연기

2024년 헤즈볼라 본부 공습에 관한 내용이다.
2024년 9월 27일, 헤즈볼라 사무총장인 하산 나스랄라가 베이루트에서 이스라엘 공습으로 암살당했다. 이 공습은 헤즈볼라 지도자들이 다히에 교외의 하렛 흐레이크에 있는 주거 건물 지하 60피트(18m)에 위치한 본부에서 회의를 하는 동안 발생했다. 이스라엘 공군이 F-15I 전투기를 사용하여 수행한 이 작전은 80개 이상의 폭탄을 투하하고 지하 본부와 주변 건물을 파괴하는 것이었다. 이스라엘 방위군(IDF)은 이 작전의 코드명을 새로운 질서(New Order, 히브리어: סדר חדש, 로마자: Seder Hadash)로 지정했다.
2024년 9월 28일, IDF는 나스랄라의 죽음을 발표했고, 그의 시신은 다음 날 잔해에서 발견되었다. 이 공격으로 최소 33명이 사망하고 민간인을 포함하여 195명 이상이 부상당했다. 사망자는 다음과 같습니다: 헤즈볼라 남부 전선 사령관인 알리 카라키, 다른 헤즈볼라 고위 사령관, 이슬람 혁명 수비대(IRGC) 부사령관이자 레바논 쿠드스군 사령관인 아바스 닐포루샨.
9월 초, 헤즈볼라의 가장 심각한 좌절 중 일부가 발생했는데, 여기에는 9월 17일과 18일에 휴대 통신기기가 폭발한 사건과 9월 20일에 정예 레드완군 사령관인 이브라힘 아킬이 암살된 사건이 포함된다. 이스라엘이 레바논에 대한 공습을 시작한 9월 23일부터 본부 공습 전날인 9월 26일까지 이스라엘의 공격으로 700명 이상이 사망하고 5,000명 이상이 부상을 입었으며 수십만 명의 레바논 민간인이 이주했다. 9월 27일 이스라엘 총리 베냐민 네타냐후는 유엔(UN)에서 이스라엘은 평화에 헌신하지만 헤즈볼라에 대한 현재 진행 중인 캠페인을 계속할 것이라고 말했다. 네타냐후가 연설을 마친 후 본부 공격이 발생했다.
레바논 총리 나지브 미카티는 이번 공격과 이전의 이스라엘의 레바논 공격을 비난하며 현재 진행 중인 이스라엘의 공격을 "말살 전쟁"이라고 비난했다. 11월 27일 이스라엘과 레바논 간의 휴전 협정이 발효되었지만 일부 공격은 계속되었다.

## 같이 보기
- 이스마일 하니예 암살 사건
- 2020년 바그다드 국제공항 공습
- 야흐야 신와르의 죽음
- 2024년 9월 레바논 공습